# Siedlce Baza

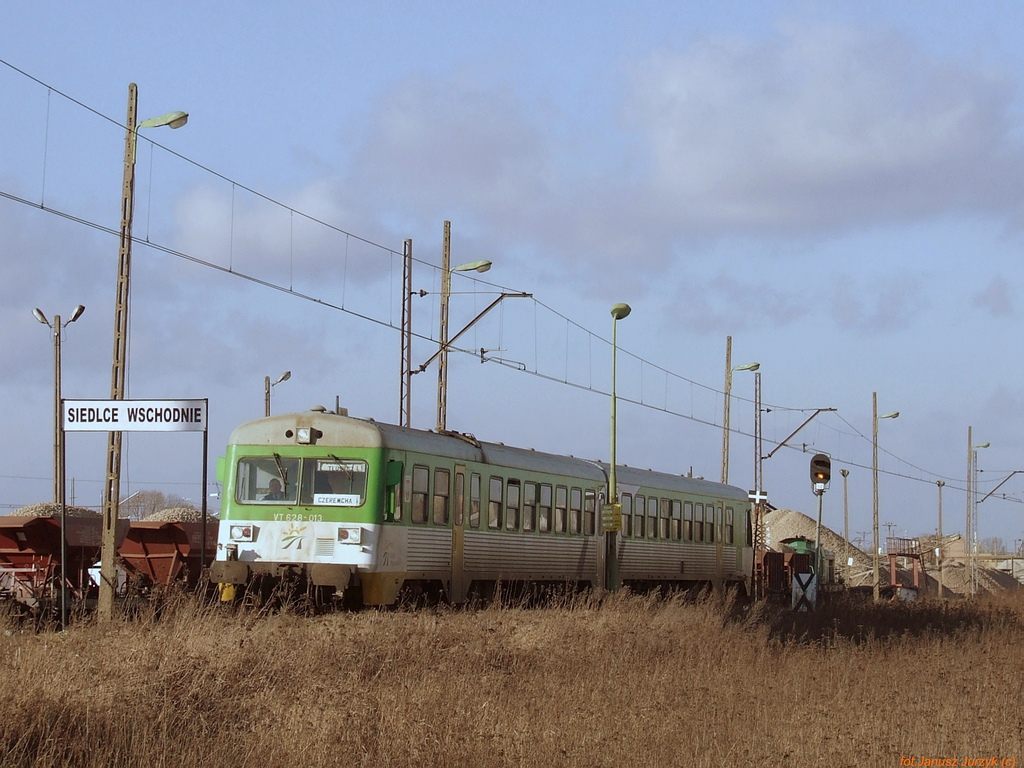
Autobus szynowy Kolei Mazowieckich VT628 na przystanku Siedlce Baza (przemianowanego na Siedlce Wschodnie) w stronę Siedlec

Siedlce Baza – nieistniejący od 2008 roku przystanek kolejowy w Siedlcach, w województwie mazowieckim, w Polsce.

## Historia
Przystanek istniał na linii kolejowej Siedlce – Łuków do 2008 roku, kiedy to został zmodernizowany i zmienił nazwę na Siedlce Wschodnie.
Istniał też jako przystanek na trasie Siedlce – Hajnówka, do 2005 roku zatrzymywały się na nim najpierw wagony piętrowe, później szynobusy Przewozów Regionalnych zakładu regionalnego w Białymstoku.
Przystanek osobowy Siedlce Baza został przywrócony (chwilowo do czerwca 2008) na odcinku Siedlce – Siemiatycze 27 sierpnia 2007, w wyniku rozciągnięcia połączeń Kolei Mazowieckich do Siemiatycz.

## Stan obecny
Obecnie przystanek na linii 31 Siedlce – Siemianówka został zlikwidowany (nie figuruje w spisie przystanków PKP), wszystkie szynobusy relacji Siedlce – Czeremcha – Hajnówka, zatrzymują się na przystanku Stok Lacki. Natomiast jadące w kierunku Siedlec składy zatrzymują się na stacji końcowej.
Tor łączący linię nr 2 z linią nr 31 w kierunku Hajnówki został rozebrany, tym samym likwidując przystanek kolejowy.